# Куэва-де-ла-Олья
Куэва-де-ла-Олья (исп. Cueva de la Olla, букв. «пещера горшка») — археологический памятник на северо-западе мексиканского штата Чиуауа, примерно в 47 км к юго-западу от Нуэво-Касас-Грандес.
Памятник представляет собой небольшую группу сооружений с глинобитными стенами, расположенных в передней части пещеры на краю неглубокого каньона. Название происходит от находящегося в пещере огромного, около 3 метров высотой кецкомате — традиционного сосуда для хранения кукурузы. По архитектурным и другим особенностям сооружения близки традициям культуры Могольон. Подробные исследования памятника до настоящего времени не проводились.
В том же каньоне обнаружены и другие пещеры с доисторическими поселениями, например, Пещера ласточки (Cueva de la Golondrina).